# Jean de Boyssoné
Jean de Boyssonné, né vers 1505 et mort vers 1559, est un professeur de droit de l'Université de Toulouse, poète, mainteneur des Jeux Floraux de Toulouse, poursuivi pour ses idées humanistes. Ami de Rabelais, il reste aujourd'hui connu pour sa correspondance avec les grands humanistes de son temps.

## Biographie
Jean de Boyssoné naît à Castres vers 1505, dans une famille probablement riche et aristocratique (selon un de ses descendants, Richard de Boysson, qui écrit sa biographie).
Il étudie le droit à l'université de Toulouse et prépare un double doctorat : droit civil et droit canon. En 1526, il reçoit la chaire de droit de l'université de Toulouse qu'occupait son oncle (nommé Jean de Boyssoné lui aussi). Il prend les ordres mineurs, mais ne sera jamais ordonné prêtre.
L'université de Toulouse est alors en proie à de graves troubles face aux progrès du protestantisme dans le Midi de la France. L'hostilité se manifeste non seulement face à la nouvelle religion, mais aussi à l'égard des nouvelles méthodes pédagogiques et de la nouvelle conception de la culture. La faculté de droit est particulièrement touchée.
Jean de Boyssonné, doté par ailleurs d'un « caractère quelque peu rugueux » a les idées larges. Il est « humaniste » avant tout par ses méthodes pédagogiques : il met la philologie et l'histoire à contribution dans l'étude du droit et il réprouve l'enseignement traditionnel fondé sur la stricte glose des juristes médiévaux. On le jalouse, on le suspecte d'être attiré par la religion nouvelle - n'est-il pas l'ami de « mal sentants », Clément Marot, François Rabelais, et surtout Étienne Dolet qui termine ses études de droit à Toulouse, et du réformateur allemand Philippe Melanchthon, de passage à Toulouse ?
Le 31 mars 1532, accusé d'hérésie en même temps que 32 autres prévenus, Jean de Boyssonné est condamné à la confiscation de sa maison, à une amende de 1000 livres et à l'abjuration publique sur un échafaud dressé devant la cathédrale Saint-Étienne, au cours d'une cérémonie organisée par l'Inquisition. Un de ses élèves, Jean de Caturce, qui a refusé de se rétracter, est brûlé place du Salin.
Jean de Boyssonné gagne l'Italie, et au cours de l'année 1533, il visite Padoue, Bologne, Venise, Modène, Rome et Padoue, où il retrouve ses anciens collègues toulousains du Ferrier, Daffis et Pierre Bunel ; il se lie d'amitié avec Maurice Scève. Il gagne ensuite Turin, avant de regagner Toulouse et de redevenir régent à l'université. Il participe activement aux fêtes données pour l'entrée du roi François Ier dans Toulouse, et à la réception particulière par son université, le 1er août 1533. Son ami Guillaume Budé lui confie l'éducation de son neveu. 
En 1534, il est à nouveau accusé de fomenter des violences estudiantines, à l'instigation d'Étienne Dolet ; il est condamné à la prison par le Parlement de Toulouse. Mais il gagne le procès en appel auprès du Grand Conseil de François Ier.
En 1539, on lui propose le poste de secrétaire de l'ambassadeur de France à Venise ; mais il préfère devenir conseiller au nouveau Parlement de Chambéry - la Savoie vient d'être occupée par la France. Il ne retourne qu'épisodiquement à Toulouse, pour siéger aux Jeux Floraux dont il est mainteneur. Mais il est à nouveau en proie aux accusations, de la part du procureur général à Chambéry : le 1er septembre 1550, il est à nouveau emprisonné, à Dijon, avec douze collègues. L'année suivante, en août 1551, le Parlement de Dijon lui retire son siège de conseiller et le condamne au versement d'une très forte amende. 
De 1551 à 1555, il redevient professeur, mais à l'université de Grenoble, en attendant la révision de son procès au Parlement de Paris. La décision n'est rendue et confirmée que le 15 octobre 1557, mais Jean de Boyssonné est « lavé » de sa condamnation, et le procureur de Chambéry condamné aux dépens. Boyssonné reprend son siège au parlement de Chambéry. 
Il meurt à Chambéry, sans doute dans la seconde moitié de 1558 ou 1559.

### Sources
- Jean-Claude Margolin, Le cercle de Jean de Boyssonné d'après sa correspondance et ses poèmes, in L'Humanisme à Toulouse (1480-1596), Honoré Champion, 2006, p. 223-245.
- Jean-Claude Margolin, Au temps de Barthélémy Aneau : Jean de Boyssonné et l'humanisme lyonnais d'après sa correspondance, in Bulletin de l'Association d'étude sur l'humanisme, la réforme et la renaissance, année 1998, vol. 47. p. 11-24.
- Patrick Ferté, Toulouse et son Université, relais de la Renaissance entre Espagne et Italie (1430-1550), inLes échanges entre les Universités européennes à la Renaissance, Genève, Droz 2003, p. 217-230.